# Goethetafel (Johanngeorgenstadt)
Die Goethetafel im früheren Hauptpostamt von Johanngeorgenstadt erinnert an den Besuch Johann Wolfgang von Goethes im August 1785. 

## Goethe in Johanngeorgenstadt
In einem Brief vom 18. August 1785 an Charlotte von Stein schilderte der 36 Jahre alte Goethe seinen Aufenthalt in Johanngeorgenstadt und der näheren Umgebung:

„Endlich hier sechs Stunden von Carlsbad, wieder auf dem Weege zu dir meine Geliebte, meine Freundinn einzige Sicherheit meines Lebens. Was ist alles andre, was iedes andre menschliche Geschöpf. Je mehr ich ihrer kennen lerne, ie mehr seh ich daß mir in der Welt nichts mehr zu suchen übrig bleibt, daß ich in dir alles gefunden habe.
d. 13ten ist die Fürstinn abgereist, wir haben noch sehr angenehme Stunden gehabt. Brühls gingen den 14ten und ich vorgestern, und sah mich in Joachimsthal um. Darbes hat uns noch viel Spas gemacht.
Wenn ich dich in Weimar gewusst hätte, wäre mir wenig Freude in allem gewesen, meine Seele sucht dich in Kochberg und eilt offt zu dir hinüber.
Edelsheim kam die letzten Tage, fast hätte ich mich bereden lassen zu bleiben. Denn in Staats und Wirthschafftssachen ist er zu Hause und in der Einsamkeit wo er niemand hat gesprächig und ausführlich, in zwey Tagen haben wir schon was rechts durchgeschwäzt. Morgen geh ich nach Schneeberg, sehe mich unter der Erde um, wie ich hier auch gethan habe, dann will ich eilig nach Hause. Wenn ich dich träfe welche Freude.“

Neben seinen Besuchen untertägiger Bergwerke war Goethe am Abend des 16. August 1785 auch Teilnehmer der Beerdigung von Susanna Margaretha von Rochow (verwitwete Wegely aus der bekannten Berliner Familie)  auf dem Friedhof von Johanngeorgenstadt. Die Ehefrau von Friedrich Ludewig von Rochow aus Berlin war während Goethes Kuraufenthalt in Karlsbad gestorben. Ihre Leiche wurde nach Johanngeorgenstadt überführt und hier in der ersten evangelischen Stadt jenseits der Grenze beigesetzt. Ihr Grabmal ist bis heute erhalten geblieben.

## Goethetafel zur Erinnerung
Die Bronzetafel wurde am 3. Juni 1911 zur dauernden Erinnerung an Goethes Aufenthalt vom Hotelbesitzer und Stadtrat Carl Truckenbrodt im Hausflur seines „Hotel de Saxe“ (seit 1914 „Sachsenhof“) am Marktplatz von Johanngeorgenstadt angebracht. Sie zeigt ein Bildnis Goethes und einen Auszug des oben genannten Briefes an Charlotte von Stein.
Als sichtbares Zeichen seiner Treue zum Erzgebirgsverein übergab Carl Truckenbrodt die Goethetafel dem Zweigverein Johanngeorgenstadt mit der Bestimmung, diese als Denkmal an einer geeigneten Stelle anzubringen, wenn sein Haus nicht mehr als Hotel genutzt werden würde. Vor dem Abriss des Gebäudes im November 1953 wurde die Tafel entfernt und 1967 im Treppenhaus des im November 1954 eingeweihten neuen Hauptpostamtes in der Neustadt angebracht.

## Posthaus
Zwar wurde die Goethetafel im Hotel „Sachsenhof“ an der Nordseite des Marktplatzes angebracht und damit suggeriert, Goethe hätte in dessen Vorgängerbau übernachtet. Tatsächlich aber nahm er beim Post- und Bürgermeister Johann Friedrich Baumann sein Quartier, der ein geräumiges Haus am Marktplatz besaß, das damals als Posthaus diente, in dem Reisende übernachten konnten.
Nach dem Tod Baumanns 1797 wurde der Glasermeister August Heinrich Gruner zu dessen Nachfolger ernannt, nachdem er den erkrankten Postmeister und dessen Frau bei der Erledigung der Postgeschäfte bereits aushilfsweise unterstützt hatte. Das Gebäude ging wenig später in den Besitz Gruners über, blieb bis 1855 ununterbrochen das Postamt von Johanngeorgenstadt und wurde im August 1867 bei einem Stadtbrand mit allen anderen Häusern am Markt zerstört. Ein Neubau an derselben Stelle blieb beim Abriss der Altstadt 1953 als einziges Gebäude am Markt 6 erhalten.